# Защита нации
Защита нации (чеш. Obrana národa, ON) — антинацистская военизированная организация Чехословацкого движения Сопротивления, основанная после оккупации Чехословакии нацистской Германией и создания Протектората Богемии и Моравии и действовавшая на территории Протектората вплоть до конца войны.
Начало созданию организации было положено в марте 1939 года, после вторжения немецких войск на территорию Чехо-Словацкой Республики, провозглашения независимости Словацкого государства и создания Протектората Богемии и Моравии. Инициаторами создания организации выступили высокопоставленные офицеры ликвидированного Министерства национальной обороны Чехословакии и Генерального (Главного) штаба, в том числе и офицеры второго управления ГШ, занимавшиеся разведывательной деятельностью. С момента основания, организацию создавали и управляли как военизированную организацию. За время своего существования, организация неоднократно подвергалась преследованию и репрессиям со стороны оккупационных властей, результатом которых стала постепенная ликвидация всех структур организации. В конце войны из остатков организации были сформированы две подпольных комендатуры: «Алекс» (чеш. Alex) и «Бартош» (чеш. Bartoš), которые внесли существенный вклад в подготовку и реализацию Пражского восстания.

## История
Первые общие представления представления об организации и её деятельности возникли после оккупации и создания Протектората Богемии и Моравии. Спустя четыре дня, 19 марта 1939 года, встретились некоторые высокопоставленные представители Чехословацкой армии, такие как генерал Сергей Ингр, генерал Йозеф Билый и генерал Сергей Войцеховский и попытались создать концепцию будущей организации военного сопротивления немцам. Высокопоставленные армейские командующие Лудвик Крейчи и Богуслав Фиала на эту встречу не были приглашены, поскольку организаторы считали, что за ними может следить гестапо. Яна Сырового не пригласили из-за беспокойств по поводу его правительственного участия во время Мюнхенского кризиса и трансформации страны из первой во вторую Республику. Однако, к деятельности организации подключился новый премьер-министр протектората генерал Алоис Элиаш, который нанял в правительственные учреждения несколько доверенных лиц в лице высокопоставленных офицеров. Организация военного сопротивления, позже названная «Защита нации», изначально была сформирована несколько спонтанно, но за короткое время ей удалось охватить Богемию и Моравию, а также установить контакты в Словакии. Основная структура организации была завершена летом 1939 года. Командный состав на всех уровнях из бывших офицеров, коллектив набирался в основном из организаций «Сокол», «Орёл» и «Гвардии обороны государства».
К маю 1939 года основатели организации поставили перед собой главной целью поднять восстание против немецких оккупантов. По их представлениям, оно должно было произойти в кратчайшие время до военного поражения Германии. Создаваемые планы, основанные на опыте межвоенной армии, считали подходящим моментом для начала вооруженных действий ситуацию, когда немецкие оккупационные соединения на территории Протектората не смогут оказать серьезного сопротивления повстанческим силам. Серьезное сопротивление ожидалось только во время возвращения Судетской области. Учитывая позиции великих держав того времени, существовала реальная угроза, что даже после падения нацистской Германии, страны не будут склонны восстанавливать и признавать Чехословакию в её домюнхенских границах из-за своих подписей под Мюнхенским соглашением. Заняв территорию домюнхенской Чехословакии, части организации обеспечили бы себе более выгодную позицию для дальнейших переговоров. При этом они выполняли бы функцию армии, обеспечивали бы восстановление государственной власти и поддерживали бы порядок в восстановленной стране до возвращения политических представителей из изгнания. Но для этой деятельности необходимо было обеспечить большое количество оружия, что со временем оказалось всё большей проблемой.

### Первая формация
Организация создавалась тайно, но благодаря своему организационному масштабу (с июня до конца лета 1939 года, было создано более 200 кадровых батальонов с командными составами) гестапо удалось проникнуть в её структуры уже в конце августа 1939 года. Хотя солдаты строили организацию именно с военной точки зрения, конспирацией они практически не занимались. С ростом напряженности в польско-немецких отношениях забрезжила перспектива войны и последующего поражения Германии, но когда 17 сентября 1939 года, по Би-би-си передали кодовое слово, объявившие о начале восстания, кроме нескольких местных батальонов организации не присоединились к нему.
В результате двух волн арестов (осенью 1939 года и в феврале 1940 года), организация была практически разгромлена и уничтожена её первая формация. У некоторых арестованных членов, гестапо даже обнаружило поименные списки членов командования и частей, что повлекло за собой дальнейшие аресты. Арестованные члены движения были интернированы в концентрационные лагеря. Функционеры избежавшие ареста, либо ушли в глубокое подполье, либо отправились в эмиграцию.

### Вторая формация
Благодаря быстрому продвижению немецких войск по Западной Европе и последующим успехам в СССР, иллюзии бойцов Сопротивления о быстром крахе немецкой мощи развеялись. Организация продолжала существовать в ограниченной степени. Сформировалась вторая формация, которой в начале 1940 года удалось в определенной степени возродить организацию после разгрома, включая восстановление её главного штаба. Главнокомандующим организации в этот период был генерал Бедржих Гомола. Члены второй формации изначально пытались восстановить организацию по первоначальному плану, т.е. как подпольную армию. Однако от этой концепции постепенно отказались, так как было ясно, что война не станет вопросом нескольких месяцев, к тому же масштабная организация представлялась нецелесообразным с точки зрения секретности. Таким образом, не было предпринято никаких усилий для того, чтобы в организацию были вовлечены широкие массы населения, а наоборот старались максимально законспирировать свои структуры. Изменились также и цели организации, от первоначальной концепции общенационального восстания отказались как от трудновыполнимой, и основным направлением деятельности стала разведывательная, саботажная и диверсионная деятельность. На командном уровне было установлено более тесное сотрудничество с комитетом «Мы остаёмся верными» (чеш. Věrni zůstaneme). В мае 1940 года руководство  организации, совместно с комитетом и Политическим штабом приняло участие в создании Центрального командования сопротивления на родине, благодаря чему организация стала главной силой военного сопротивления.
Отказ от построения организационной сети по всей территории Протектората привел к тому, что организация превратилась в беспорядочно собранные нелегальные группы. Главными проблемами были нехватка оружия и участников для возможного восстания. Причиной был прежде всего страх, который вызывали у людей репрессивная политика оккупантов. Хотя идея общенационального восстания была отложена, планы продолжали готовиться на уровне штабов. Ещё один удар по организации был нанесен в сентябре 1941 года с вступлением на должность исполняющего обязанности рейхпротектора Рейнхарда Гейдриха. Тот приказал арестовать сотни офицеров бывшей Чехословацкой армии в соответствии с введённым военным положением. Большая часть арестованных оказались казнены. Дальнейшие удары по организации продолжались в течение 1941 года. Благодаря постоянным арестам, в начале 1942 года из организации на свободе осталось лишь несколько человек (например, штабной капитан Вацлав Моравек). После покушения на убийство Гейдриха, в ходе последующих репрессий, были арестованы и другие члены организации, что, по сути, уничтожило вторую формацию организации.

### Третья формация
Из-за немецкого вмешательства Сопротивление на родине лишилось радиосвязи с сопротивлением заграницей. В период между 1943 и 1944 годами из остатков организации была сформирована третья формация под руководством генерала Зденека Новака. Третья формация была фактически ликвидирована немцами в июне 1944 года.

### Четвёртая формация
После ареста генерала Новака, генерал Франтишек Слунечко взял на себя командование военным сопротивлением как один из последних не арестованных генералов. Тот создал подпольную комендатуру «Алекс», которая в основном занималась сбором информации. Военное сопротивление в это время было совершенно иным. Не существовало единого командования и иерархии, ячейки сопротивления были слабо связаны, что сводило к минимуму опасность раскрытия организации в случае ареста одного из ведущих функционеров. В конце войны остатки военного сопротивления стали активно участвовать в Майском восстании. Благодаря активизации бывших офицеров, уже 5 мая удалось военным путем перехватить командование у изначально стихийного народного восстания.